# Gouvernement Raimundo Fernández Villaverde (1)
Le premier gouvernement de Raimundo Fernández Villaverde est le  gouvernement du royaume d’Espagne en fonction entre le 20 juillet 1903 et le 5 décembre 1903, présidé par le conservateur Raimundo Fernández Villaverde.

## Composition
| Portefeuille                                                                  | Titulaire(s),                               | Titulaire(s), |
| ----------------------------------------------------------------------------- | ------------------------------------------- | ------------- |
| Président du Conseil des Ministres                                            | Raimundo Fernández Villaverde               |               |
| Ministre de l'Intérieur                                                       | Antonio García Alix                         |               |
| Ministre d’État                                                               | Manuel Mariátegui y Vinyals                 |               |
| Ministre de la Grâce et de la Justice                                         | Francisco de los Santos Guzmán y Carballeda |               |
| Ministre du Budget                                                            | Augusto González-Besada y Mein              |               |
| Ministre de l'Agriculture, de l'Industrie, du Commerce et des Travaux Publics | Rafael Gasset Chinchilla                    |               |
| Ministre de la Guerre                                                         | Vicente Martitegui y Pérez de Santamaría    |               |
| Ministre de la Marine                                                         | Eduardo Cobián y Roffignac                  |               |
| Ministre de l’Instruction publique et des Beaux-arts                          | Gabino Bugallal Araújo                      |               |